# Joan Manel Martí i Llufriu
Joan Manel Martí i Llufriu, també conegut com a Nel Martí, (Ciutadella, 1967) és un professor, escriptor i polític menorquí.
És llicenciat en Ciències Biològiques i professor de matemàtiques a l'Institut d'Ensenyament Secundari M. Àngels Cardona de Ciutadella. Ha publicat varis llibres i escriu habitualment en la premsa menorquina i balear. Escriu principalment assaig i reflexió política. Es defineix com a agnòstic i laïcista. Políticament es defineix com a menorquinista d'esquerres, ecologista i sobiranista. És activista LGTBI.
Va ser secretari general del Partit Socialista de Menorca entre 1997 i 1999, i coordinador general de Més per Menorca entre 2017 i 2019. De l'any 1999 al 2003 va ser regidor d'Educació a l'Ajuntament de Ciutadella (on va impulsar el Projecte Educatiu de Ciutat), i del 2003 al 2007 va exercir les responsabilitats de director insular, primer, i de conseller després, de Cultura, Educació i Joventut del Consell Insular de Menorca. També ha estat diputat del Parlament de les Illes Balears entre els anys 2011 i 2019.

## Obres publicades
- Maria Àngels Cardona i Florit: la flora i el paisatge de Menorca (IME, 1999)
- Francesc Hernàndez Sanz i el Camí de Cavalls (Revista de Menorca, 2000)
- L'art d'educar (Editorial el Far, 2002)
- Fills il·lustres de Ciutadella de Menorca (coautor, 2003)
- Països Catalans, en plural (coautor, Editorial Moll, 2005)
- Les raons del sentit no són les raons de Déu (Documenta Balear, 2009), un assaig sobre el fet religiós analitzat des de l'agnosticisme i el laïcisme.
- La nació dels menorquins (Documenta Balear, 2010), una reflexió sobre la realitat nacional menorquina.
- Temps d'educar (Documenta Balear, 2019), recull de treballs sobre el temps i l'educació.[6][7][8]
- El somni menorquí(nista). Antecedents i aspiracions del menorquinisme polític (Lleonard Muntaner Editor, 2021).
- L'Obra Cultural Balear de Menorca (1973 - 1982) (Lleonard Muntaner Editor, 2023).